# Strepera graculina
Strepera graculina là một loài chim trong họ Cracticidae. Đây là loài chim đen có kích thước trung bình có nguồn gốc ở miền đông Úc và đảo Lord Howe. Chúng còn được gọi là chim Currawong khoang, là một trong ba loài currawong trong chi Strepera, nó liên quan chặt chẽ đến loài chim đồ tể và chim Magpie Úc của trong họ Artamidae. Sáu phân loài được công nhận. Nó là một con chim quạ mạnh mẽ có chiều dài trung bình khoảng 48 cm (19 in), con trống và con máu giống nhay. Nó được người ta biết đến với các giọng hót du dương của nó, tên gọi currawong có nguồn gốc bản địa.
Trong phạm vi phân bố của nó, currawong khoang thường ít di chuyển, mặc dù dân số ở độ cao cao hơn di chuyển đến các khu vực thấp hơn trong những tháng lạnh. Đây là loài ăn tạp, với một chế độ ăn uống bao gồm nhiều loại quả và hạt, động vật không xương sống, trứng gia cầm và chim chưa thành niên. Đây là một động vật ăn thịt đã thích nghi tốt với khu vực đô thị hóa và có thể được tìm thấy trong công viên và vườn cũng như đất trồng cây nông thôn. Môi trường sống bao gồm tất cả các loại rừng, mặc dù rừng trưởng thành được chúng ưa thích hơn để sinh sản. Nơi chúng đậu, làm tổ và kiếm ăn số lượng lớn là khu vực cây nhiều, trái ngược với tập quán kiếm ăn mặt đất chúng ở Úc.

## Hình ảnh

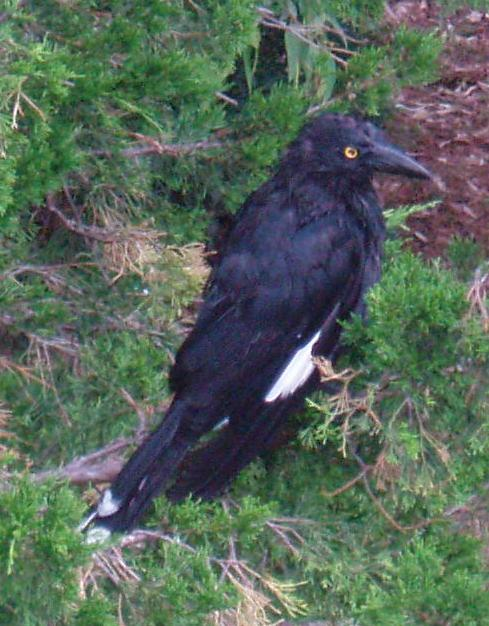
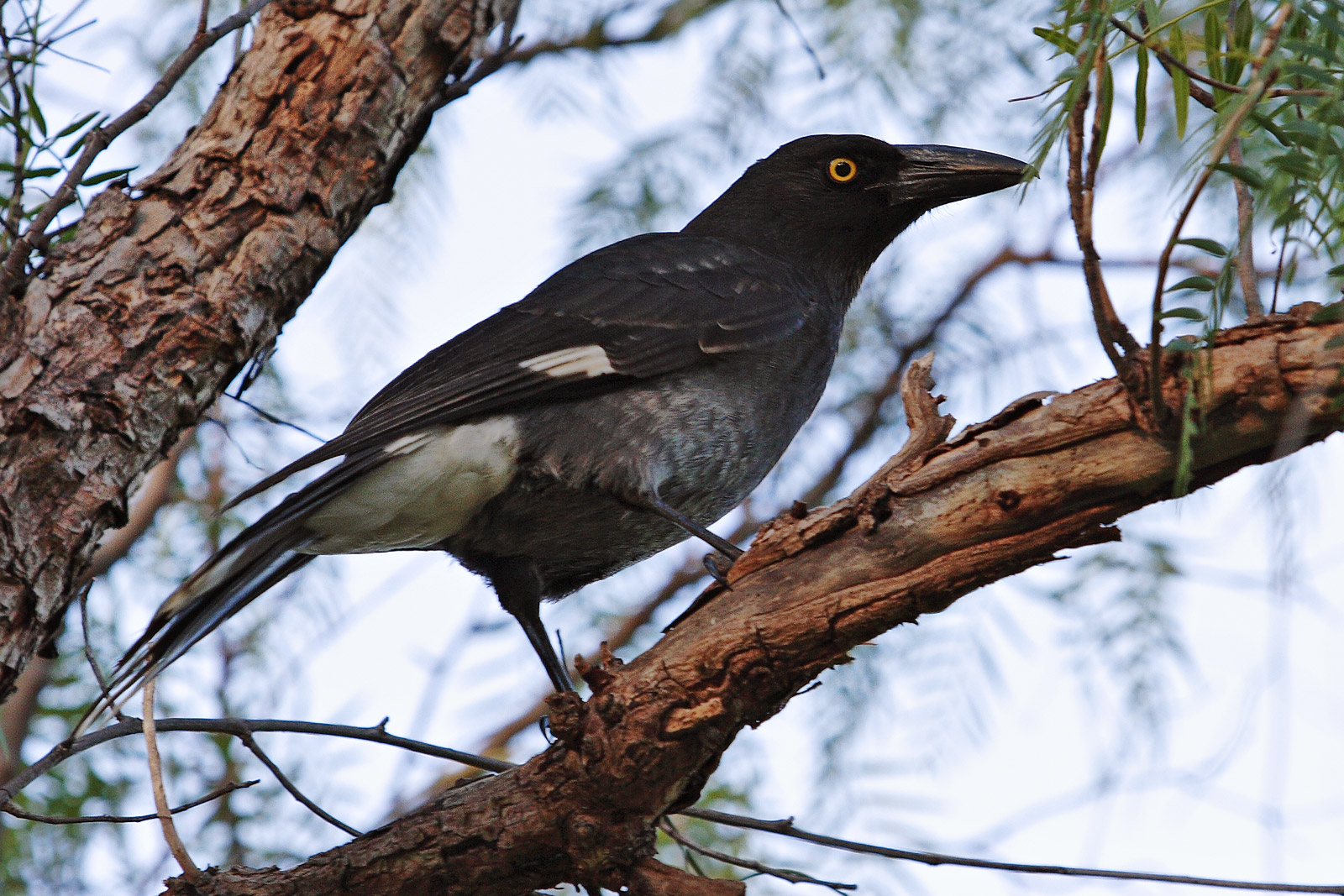
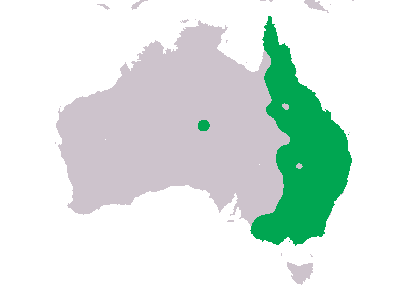
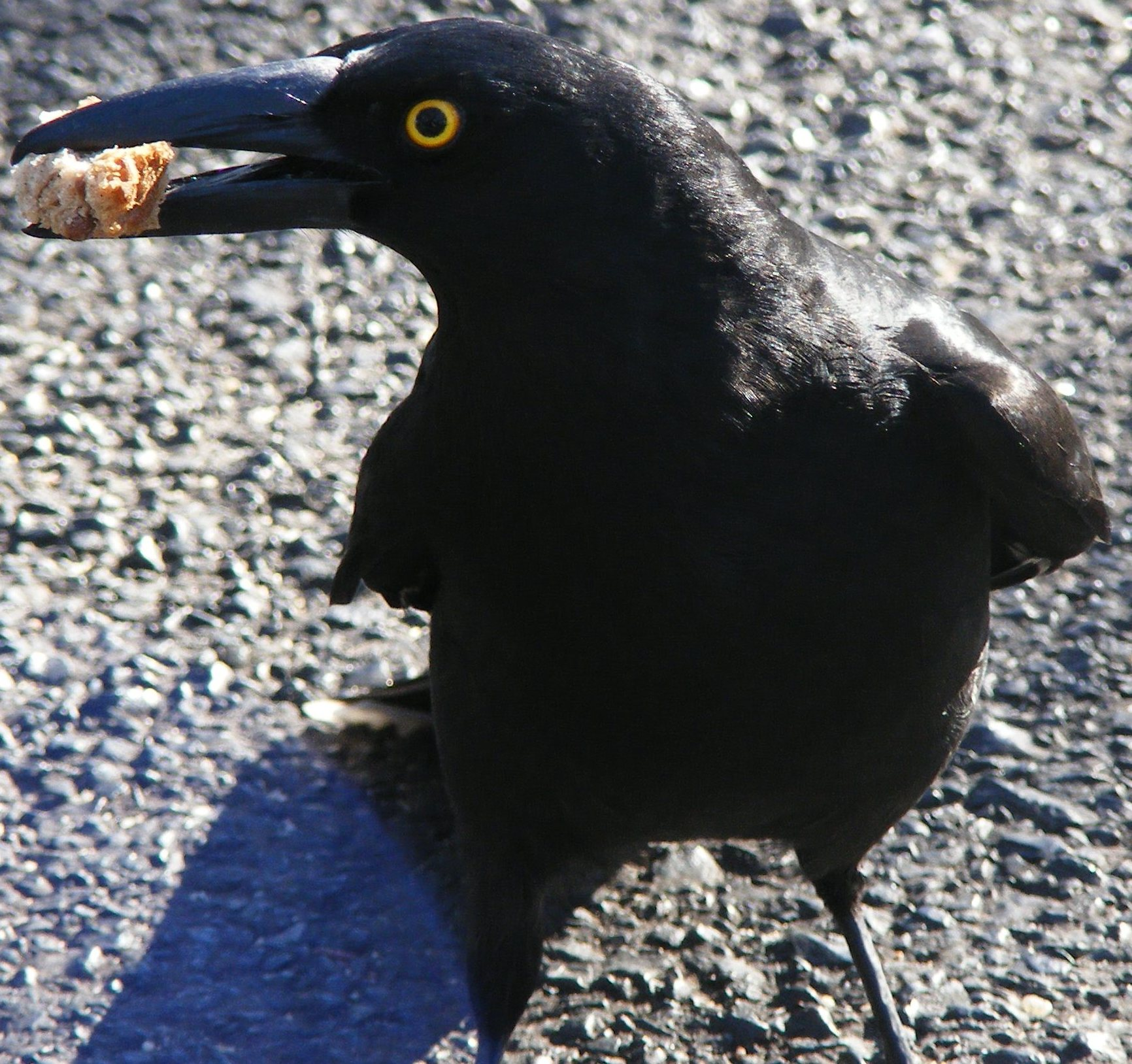